# Незримые академики
Незримые академики (англ. Unseen Academicals) — фэнтези известного английского писателя Терри Пратчетта. Впервые на русском языке книга была издана издательством «Эксмо» в 2014 году, есть неофициальные переводы.
Тридцать седьмая книга цикла «Плоский мир», девятая книга вне циклов.

## Сюжет
Волшебники Незримого Университета внезапно узнают, что капитал, позволявший им безмятежно жить в Университете и есть минимум три раза в день, может перестать быть источником знаменитых университетских трапез. Согласно завещанию, для того, чтобы финансирование продолжалось, академики должны время от времени играть в футбол. Повозмущавшись о приличиях, волшебники решили, что обед важнее и решили принять условия завещания. Футбол уже был известен жителям Анк-Морпорка, однако из-за фактического отсутствия правил, неоднократно запрещался. Особую опасность для города представляли банды болельщиков. В это же время археологи «находят» древние правила, которые лорд Витинари решает использовать в своих целях, чтобы взять футбол под свой контроль. В конце концов, команда волшебников и команда уличных игроков сходятся на футбольном поле. Волшебники выигрывают, а футбол из кровавой битвы превращается в относительно культурную игру.
Название обыгрывает названия регбийных и футбольных команд Великобритании, имеющих отношение к образовательным учреждениям, например «Hamilton Academical» или «Edinburgh Academicals».

## Слухи об экранизации
Английский сайт British Comedy Guide разместил информацию о готовящейся экранизации «Незримых академиков».